# Langai
Langai és un riu de Bangladesh al districte de Sylhet, que corre en direcció nord i forma la frontera entre Mizoram i Tripura, i a la temporada seca es perd a la depressió (hoor) d'Hakaluki i al temps de pluges desaigua finalment a la branca Kusiara del riu Surma o Barak, prop del poble de Karimganj. És navegable per bots gran al temps de pluges i per bots petits la resta de l'any. Les seves ribes formen les millors selves de Sylhet. Les poblacions principals a la seva riba són Patharkandi, Nilam Bazar, Latu i Jaldhub. El seu curs total és de 117 km.